# 10820 Offenbach
A 10820 Offenbach (ideiglenes jelöléssel 1993 QN4) a Naprendszer kisbolygóövében található aszteroida. Eric Walter Elst fedezte fel 1993. augusztus 18-án.
Nevét Jacques Offenbach (1819–1880) francia zeneszerző után kapta.